# Juan Mateo Zabala
Juan Mateo Zabala Zabala (Bilbao, Vizcaya, 21 de septiembre de 1777- Zarauz, Guipúzcoa, 6 de febrero de 1840) fue un escritor y erudito español sobre la lengua vasca. 

## Biografía
Su padre era de Baquio y su madre de Villaro. Se piensa que cursó sus primeros estudios con los franciscanos de Bilbao y después, fuera de la villa, siguió estudiando para ser fraile, probablemente en Cantabria y Castilla. En 1792, se metió como novicio en la orden franciscana con 15 años y en 1803 se hizo cura. Zabala confiesa que durante su época como estudiante su conocimiento y utilización del euskera fue volviéndose mas débil. Por lo tanto, se dio cuenta de la relevancia de volver a aprender la lengua vasca, para lo que utilizó las obras de Larramendi y Astarloa. Entre los años 1804 y 1808 ejerció como lector de Filosofía en el convento franciscano de Bilbao, hasta que ocurrió la exclaustración Bonapartista de 1808. En 1815, se fue al convento franciscano de Zarauz y fue nombrado Superior del Convento allí entre los años 1826 y 1839. Hizo un gran trabajo como misionero, siempre dentro de los pueblos de Vizcaya y algunos de Álava. 
Fue amigo de Pedro Antonio Añibarro y vivió con él en el convento. Tuvo un intercambio de cartas interesante con Fleury Lécluse y Jose Pablo Ulibarri. Escribió obras sobre el euskera, las cuales fueron publicadas después de su muerte: El verbo regular vascongado (1848), cuyo objeto de estudio son los verbos del vizcaíno; Noticias de las obras bascongadas que han salido a luz después de las que cuenta el P. Larramendi (1856); Fabulas en dialecto vizcaíno (1907), publicados por Julio Urkixo, en RIEV. En este último trabajo, se pueden encontrar recogidas algunas fábulas escritas por Juan Antonio Mogel. En el convento franciscano de Zarauz aún se conservan manuscritos inéditos de Zabala. 
Tras publicar su gramática, creó un nuevo movimiento llamado hipervizcaíno. 
Los últimos años de su vida fueron tristes y turbados. Sufrió las guerras napoleónicas y después las civiles. Tras el convenio de Vergara de 1839 vivió intranquilo. Como él mismo confesó, fue llevado entre bayonetas a Getaria en dos ocasiones y estuvo preso con centinela a la visita.

## Obras
- El verbo regular vascongado (1848). En este libro hizo mención a 30 libros vascos distintos debido a que era experto en bibliografía vasca. [5]
- Noticias de las obras bascongadas que han salido a luz después de las que cuenta el P. Larramendi (1856). Se publicó por el principe Bonaparte sin mencionar al autor.
- “103 Conjugaciones del presente perfecto de indicativo en el dialecto vizcaíno o muestra de los 206 presentes de indicativo que da al bascuence D. Pablo Pedro de Astarloa.”(1829). Zabala hizo este trabajo para Lécluse y se publicó en la revista Euskera en 1922.
- Sermoiak: Escritos entre 1816 y 1833. La edición fue preparada por Luis Villasante y fue publicada por Euskaltzaindia en dos tomos (1996 y 2000)

### Poesia
- Fabulas en dialecto vizcaino (1987, EEE- Labayru). Tras fallecer Zabala, el manuscrito llegó a Antoine Abbadie y, tras la muerte de éste, pasó a conservarse en la Bibliothèque Nationale de Francia, en París. Azkue encontró allí el manuscrito y realizó una copia, que envió a Julio Urquijo y éste último publicó en la RIEV.

## El verbo regular vascongado
Esta obra se publicó por la Diputación de Gipuzcoa, habiendo sido aprobada por los escritores Iztueta e Iturriaga y los franciscanos Sagarminaga y Estarta. El manuscrito original se encuentra en el convento de Zarauz. A pesar de que se piensa que Zabala pudo acabarlo en 1839, él mismo dijo que prefirió mantenerlo guardado sin publicarlo durante nueve años con el fin de que tuviera la menor cantidad de errores posible. Las principales fuentes que utilizó fueron las obras de Larramendi, la Apología de la lengua bascongada de Astarloa (1803), “los libros vascongados de los tres dialectos” y los datos recogidos oralmente en sus misiones (“observaciones que progresivamente iba haciendo yo mismo al oír hablar á los vascongados”).

## La definición del verbo
Al definir el verbo, Zabala hace uso de calificativos característicos de las gramáticas vascas antiguas como rico, regular o fácil de aprender.

## Los accidentes del verbo
Explica que en todas las lenguas existen cuatro accidentes verbales. De acuerdo con Zabala, el verbo expresa cuatro cosas y se relaciona con cuatro "accidentes": las voces con el atributo, los modos con la afirmación, los tiempos y tensos para el tiempo, y las personas con la persona.

### Voces
Según Zabala, existen tres voces: activa, pasiva y mixta. No existe una definición explícita de estas voces pero se cree que se asemejarían a las de Astarloa.

### Modos
A pesar de que Astarloa defendía once modos, Zabala distingue tan solo ocho.

### Tiempos y tensos
Se basa en los tres tiempos verbales presentados por Astarloa: presente, pretérito y futuro. Zabala las llama "tensos" a las modificaciones de estos tres tiempos y en total, lista cuarenta tensos repartidos entre los ocho modos.  

### Personas
Zabala toma un camino diferente en este tema, defendiendo que existen dieciséis formar de llamar a las personas, frente a las ocho propuestas por otros autores. 
- 6 corteses
- 5 familiares masculinas
- 5 familiares femeninas